# Barconcelli
Barconcelli (Barconscei in dialetto locale) è un alpeggio composto da circa 50 case situato nel comune di Premana (LC) a 1415 m. nella convalle della Valvarrone che dall'Alpe Forni risale sino alla costa dei Laghitt.

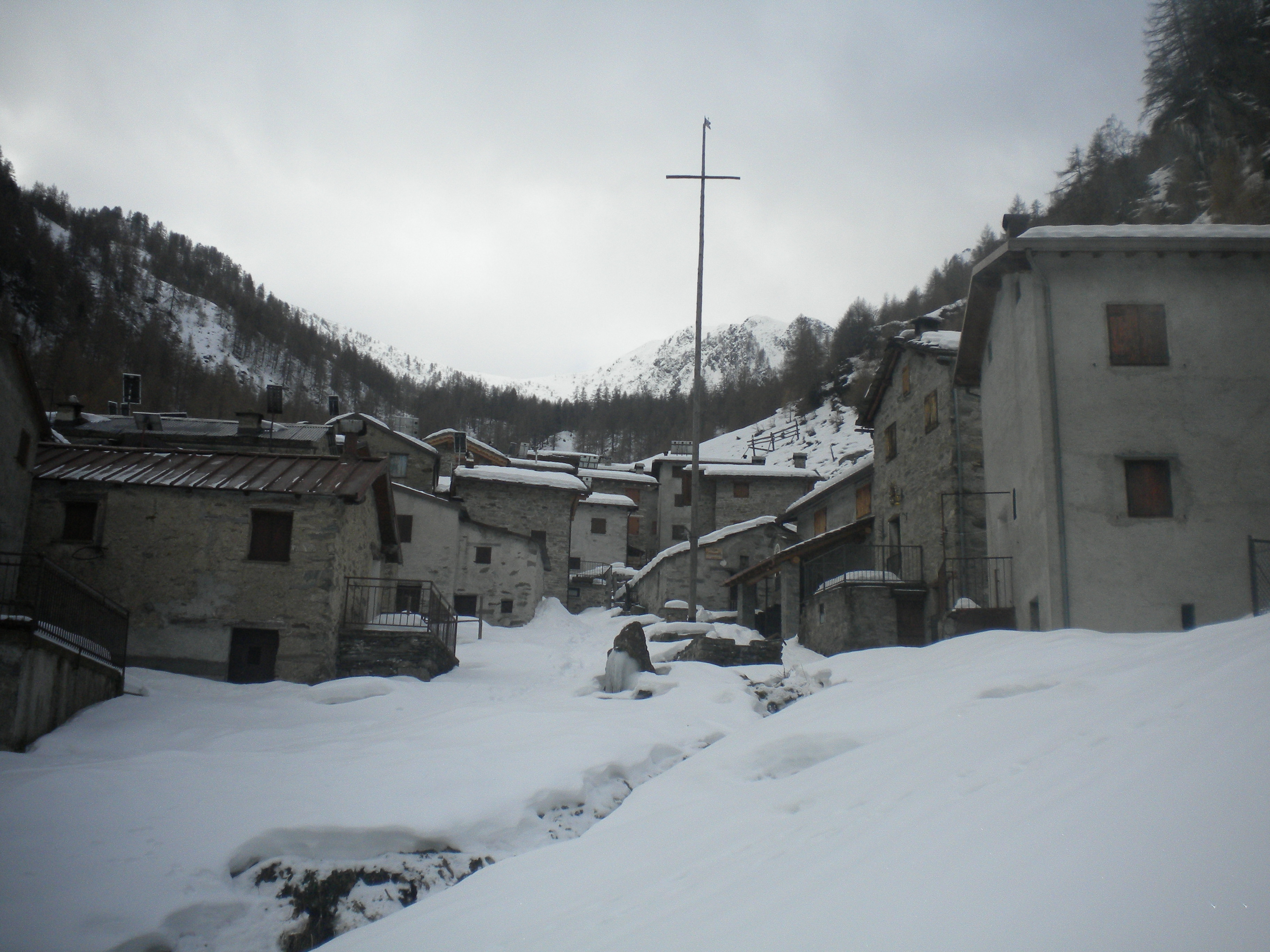
Vista invernale

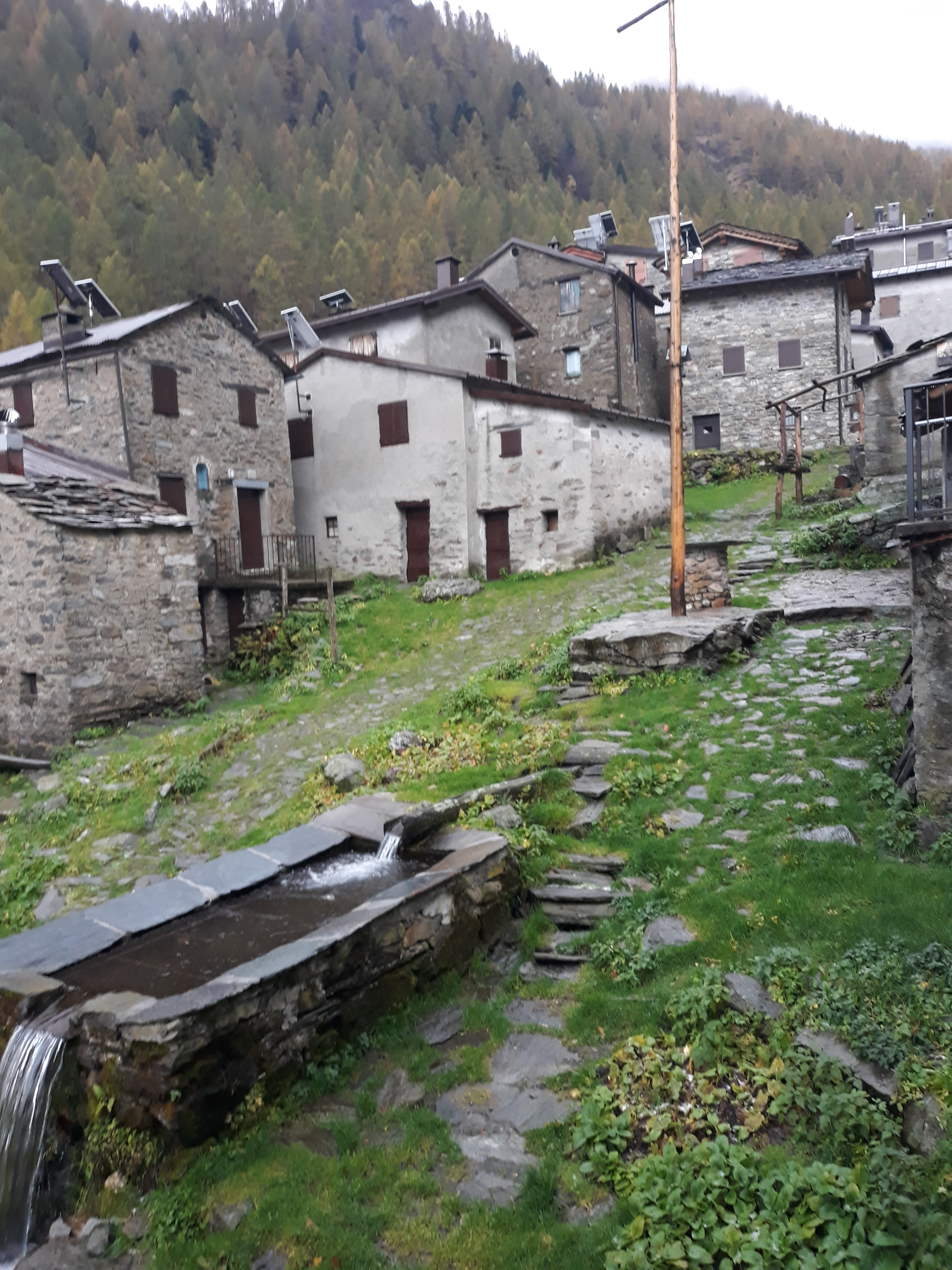
Vista estiva

Deve il suo nome a Barcone - frazione di Primaluna - paese originario dei suoi fondatori che raggiunsero tale sito risalendo la valle di Biandino; nei secoli scorsi fu in seguito venduto a Premana.

## Descrizione
Il paese si sviluppa intorno alla cascina, luogo in cui è conferito il latte per la produzione comunitaria dei vari prodotti caseari (formaggio, ricotta, …), principale attività economica locale.

## Eventi
- Il 7 ottobre 1944 una colonna di soldati nazi-fascisti della Repubblica di Salò fu attaccato dal distaccamento partigiano “Carlo Marx” della 55ª Brigata d’Assalto Garibaldina “Fratelli Rosselli” nella parte alta della valle;
- L’ 8 ottobre una squadra del “Marx” cadde in una imboscata lungo il sentiero che sale a Barconcelli con conseguente scontro a fuoco ed uccisione di cinque partigiani:

- Pennati Guglielmo, nato a Casatenovo il 23 marzo 1923;
- Sala Ferdinando, nato a Cinisello Balsamo il 25 luglio 1927;
- Cereda Mario (Marino) nato a Rivolta d’Adda il 18 maggio 1922;
- Un partigiano sconosciuto;
- Sala Marco rimase ferito.

Oggi una croce in ferro ricorda il luogo di tale scontro.

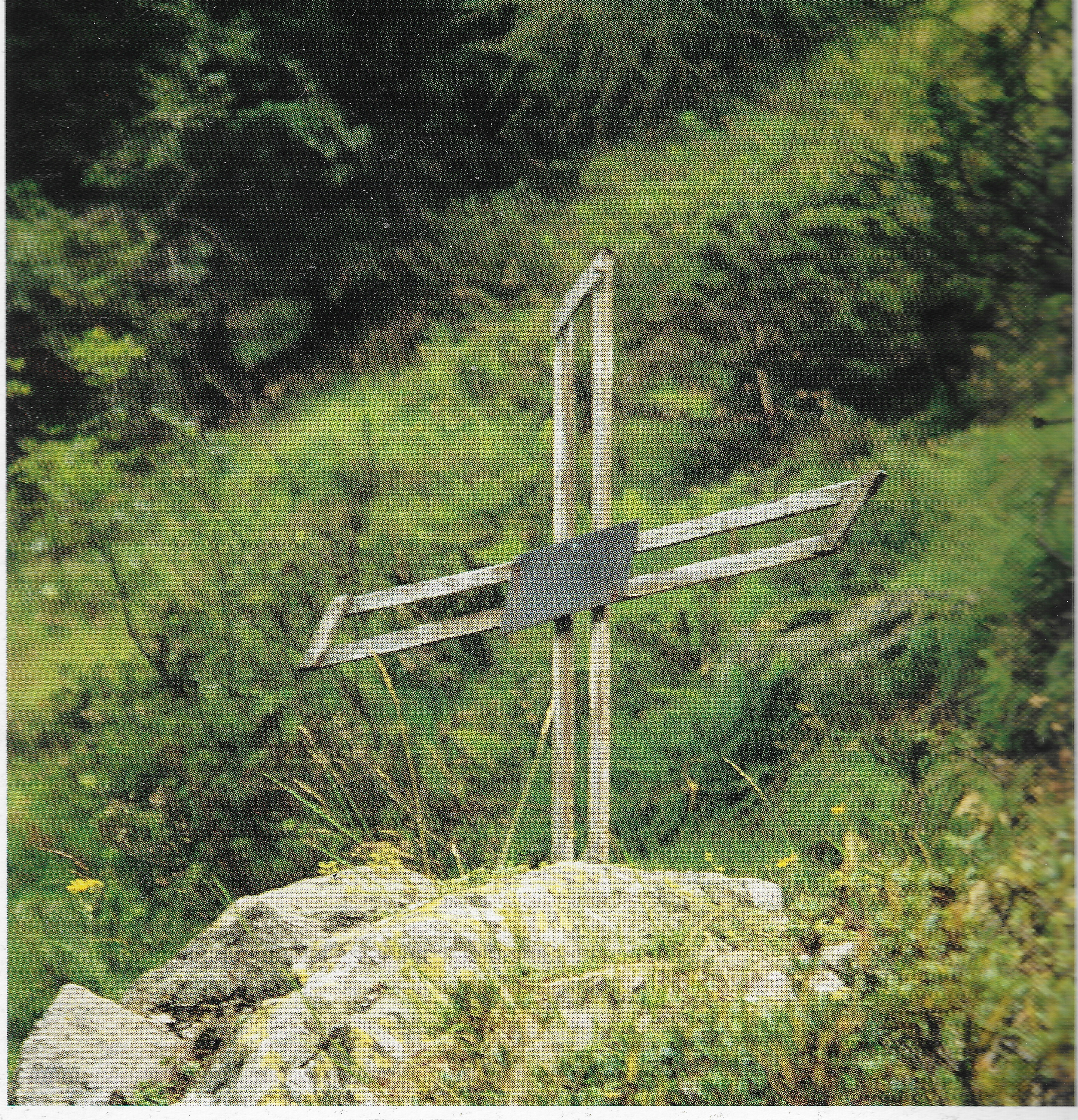
Croce ai partigiani caduti

- Nei giorni seguenti proseguirono gli scontri e il giorno 11 ottobre Barconcelli fu incendiata dai nazi-fascisti.

## Curiosità
A Barconcelli fu girato parte del documentario “Voci Alte - Tre Giorni a Premana” del regista Renato Morelli vincitore nel 2012 del Gran Prix Golden Turon Ethnofilm di Cadca.